# Kondensat fermionów
Kondensat fermionów to twór teoretyczny, zaproponowany przez Enrica Fermiego, nazywany na jego cześć czasami cieczą Fermiego. Miałby to być stan skupienia materii, w którym występowałby kondensat składający się z populacji fermionów, z których wszystkie razem występowałyby w tym samym stanie kwantowym.
Tego rodzaju kondensat nie jest możliwy do otrzymania doświadczalnie, gdyż fermiony podlegają zakazowi Pauliego, tzn. co najwyżej jeden fermion może się znajdować w jednym stanie kwantowym.
Amerykańskim naukowcom udało się w 2004 roku połączyć w pary atomy potasu w temperaturze bliskiej zera bezwzględnego, podobnie jak łączą się w pary Coopera elektrony – które są również fermionami – w nadprzewodnikach. W ten sposób udało się niejako obejść zakaz Pauliego, gdyż sparowane fermiony zachowują się jak bozony, tzn. dowolnie dużo takich par może być w jednym stanie kwantowym. W rzeczywistości jednak tego rodzaju "kondensat fermionów" jest w istocie szczególnym przypadkiem kondensatu Bosego-Einsteina.
Jeszcze jeden, szósty stan skupienia udało się niedawno uzyskać naukowcom z Uniwersytetu Kolorado. Kondensat fermionów otrzymali przez schłodzenie atomów potasu do miliardowych części stopnia powyżej zera absolutnego. W tak niskiej temperaturze atomy poruszają się coraz wolniej, tracą prawie całą energię i zachowują się podobnie jak elektrony w nadprzewodniku. Odkrycie może pomóc w opracowaniu nadprzewodników, które zachowywałyby swoje właściwości, czyli nie stawiały oporu elektrycznego w temperaturze pokojowej, a znane obecnie działają tylko w bardzo niskich temperaturach. Dzięki nim energia elektryczna byłaby tańsza, komputery i pociągi szybsze, gdyż wagony unosiłyby się na poduszkach magnetycznych, a urządzenia bezprzewodowe byłyby bardziej czułe na sygnał.